# Rainer de Saxe-Cobourg-Gotha
Le prince Rainer Maria Joseph Florian Ignatius Michael  Gabriel Raphael Gonzaga de Saxe-Cobourg-Gotha, né à Pola, Empire d'Autriche-Hongrie, Empire d'Autriche-Hongrie, le 4 mai 1900 et tué à Gyömrő, Hongrie le 25 mars 1945, est un prince de Saxe-Cobourg-Gotha, membre de la branche dite « brésilienne » de sa famille.

## Famille

### Entourage familial
Le prince Rainer est le second fils et le quatrième des huit enfants du prince Auguste de Saxe-Cobourg-Gotha (1867-1922) et de son épouse l'archiduchesse Caroline de Toscane (1869-1945), mariés en 1894. Il appartient à la branche dite « brésilienne » de sa famille.
En effet, par sa grand-mère paternelle, la princesse Léopoldine du Brésil (1847-1871), le prince est l'arrière petit-fils de l'empereur Pierre II du Brésil (1825-1891) et de son épouse la princesse Thérèse-Christine des Deux-Siciles (1822-1889), tandis que, par son grand-père paternel, il descend du prince Auguste de Saxe-Cobourg-Gotha (1818-1881) et de son épouse la princesse Clémentine d'Orléans (1817-1907).
Ses grands-parents maternels sont l'archiduc Charles Salvator de Habsbourg-Toscane (1839-1892) et son épouse la princesse Marie-Immaculée de Bourbon-Siciles (1844-1899). Dès lors, le prince Rainer est apparenté aux maisons de Habsbourg et de Bourbon-Siciles.
Rainer, né en 1900, est le quatrième d'une fratrie de huit enfants comprenant : 
- 1) Auguste de Saxe-Cobourg-Gotha (1895-1909),
- 2) Clémentine de Saxe-Cobourg-Gotha (1897-1975),
- 3) Marie Caroline de Saxe-Cobourg-Gotha (1899-1941),
- 4) Philipp Josias de Saxe-Cobourg-Gotha (1901-1985),
- 5) Theresa de Saxe-Cobourg-Gotha (1902-1990),
- 6) Léopoldine de Saxe-Cobourg-Gotha (1905-1978) et
- 7) Ernst de Saxe-Cobourg-Gotha (1907-1978)[4],[5].

### Mariages et postérité
Le 15 décembre 1930, le prince Rainer épouse civilement et morganatiquement, à Munich, Johanna Károly de Károly-Patty, née à Salzbourg, le 17 septembre 1906 et morte à Innsbruck le 17 novembre 1992, fille de Heinrich Károly de Károly-Patty et de Paula Gamon. Le couple a un fils avant de divorcer à Munich le 9 mai 1935 :
- Johannes Heinrich de Saxe-Cobourg-Gotha, né à Innsbruck le 23 mars 1931 et mort le 14 avril 2010, cadre de banque, épouse en premières noces en 1957 Gabriele von Fürstenberg (1921-2007), dont une fille (Felicitas de Saxe-Cobourg-Gotha, née à Lugano le 6 avril 1958), puis après son divorce en 1968, il épouse en secondes noces, la même année, Mathilde princesse de Saxe (1936-2018), fille de Frédéric-Christian de Saxe, chef de sa maison, et divorce en 1995, dont un fils (Johannes de Saxe-Cobourg-Gotha (1969-1987))[6].

Après son divorce, le prince Rainer épouse en secondes noces civilement à Budapest le 13 février 1940 Edith de Kozol, née à Budapest le 31 mai 1913 et morte à Munich le 14 août 1997, fille de Sándor de Kozol, directeur de la banque nationale de Hongrie et d'Aloisia Heissler, sans postérité.

## Biographie

### Jeunesse et formation

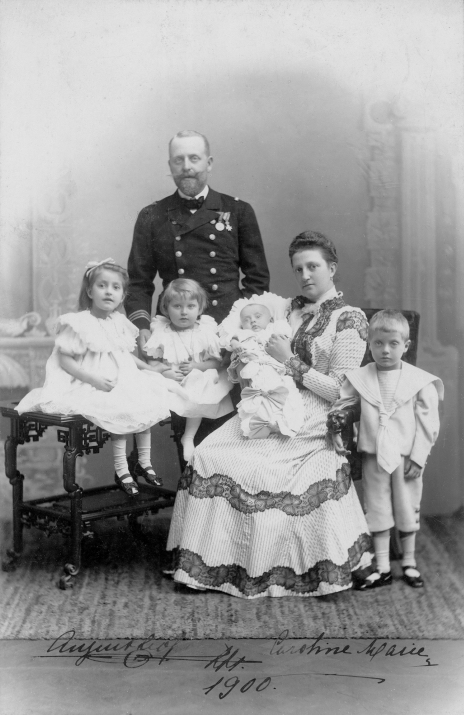
Auguste de Saxe-Cobourg, son épouse Caroline de Toscane et leurs quatre premiers enfants : Clémentine, Marie Caroline, Rainer et Auguste photographiés par Victor Angerer en 1900.

Né à Pola – aujourd'hui Pula en Croatie – dans la villa que son père, officier de marine, possède sur la côte Adriatique le 4 mai 1900,le prince Rainer, passe sa jeunesse dans les diverses propriétés des Cobourg, avec ses frères et sœurs. L'harmonie familiale est troublée par la mort, le 22 septembre 1909, des suites d'une maladie pulmonaire, de son frère aîné Auguste à l'âge de 13 ans. Quelques jours après les funérailles de son frère, le prince Rainer, âgé de neuf ans, est atteint des mêmes symptômes que son frère défunt, mais il recouvre la santé.
Son père, Auguste, officier retiré des marines brésilienne et austro-hongroise, gère maintenant ses domaines et s'adonne à la chasse. Sa mère, l'archiduchesse Caroline, douce et dévote est dévouée à l'éducation de ses enfants. À l'instar de ses frères cadets Philipp Josias et Ernest, Rainer étudie au Collège des Jésuites de Kalksburg à Vienne. Il se montre moins appliqué que son frère Philipp Josias et apparaît comme plutôt dilettante,.

### Conséquences de la Première Guerre mondiale
En 1918, la chute de la monarchie autrichienne met en péril l'existence du majorat des Cobourg-Koharyà la tête duquel figure le prince Philippe de Saxe-Cobourg-Gotha, réputé comme le troisième homme le plus riche de l'empire austro-hongrois. Le prince Auguste ne perçoit plus la rente liée au fidéicommis, le contraignant à mener une vie plus modeste. Lorsque son grand-oncle Philippe de Saxe-Cobourg doit choisir un héritier, il désigne, non pas son neveu Auguste, ni Rainer le fils aîné de ce dernier, mais il leur préfère son filleul et petit-neveu le prince Philipp Josias. La mort de son grand-oncle, en 1921, oblige Philipp Josias à réorganiser sa vie et il demeure au palais Cobourg à Vienne, tandis que Rainer, écarté de la succession des Saxe-Cobourg, ses parents et ses frères et sœurs continuent - depuis 1919 - à résider à Schladming, en Styrie.
Après la mort de son père, advenue en 1922, le prince Rainer abandonne ses droits d'héritage à ses frères, contre une importante compensation financière qui lui permet de mener un grand train de vie et d'assouvir sa passion pour les automobiles. En 1924, il rédige un protocole du syndicat d'initiative de Schladming afin d'améliorer le secteur touristique dans la région.

### Les années 1930
Le 15 septembre 1930, quelques mois après l'engagement de son frère cadet Ernst, le prince Rainer s'affilie lui aussi au parti nazi, à l'instar du prince Charles Edouard, chef de la maison de Saxe-Cobourg qui rejoindra le parti en 1935. Contre l'avis de sa famille, Rainer se marie le 15 décembre 1930 avec Johanna Károly de Károly-Patty, issue de la noblesse autrichienne, d'origine hongroise et de confession catholique. En 1931, ils deviennent parents d'un fils, Johann Heinrich, mais la mésentente s'installe rapidement entre Rainer et son épouse. Leur mariage est dissout en 1935.
Le 3 octobre 1933, le chancelier autrichien Engelbert Dollfuss échappe à un attentat commis par le parti nazi. Une série d'arrestations suit cet événement. Les princes Rainer et Ernst, sujets allemands, sont officiellement expulsés d'Autriche car des éléments rassemblés lors d’une perquisition à Schladming les relient directement à la tentative d’attentat. Les deux frères s'installent à Munich et intègrent tous deux les SA. En réalité, seul Ernst a été effectivement expulsé car Rainer vit déjà depuis quelques mois à Munich où, criblé de dettes, il est poursuivi par ses créanciers. Il fuit Munich après la Nuit des Longs Couteaux en été 1934. En mai 1937, Rainer s'installe auprès de son frère Philipp Josias dans le prestigieux petit palais de la Uri Utca que ce dernier a fait rénover à Buda.

### Seconde Guerre mondiale
Au début de la Seconde Guerre mondiale, le prince Rainer est établi à Budapest. À Pest, dans sa villa, Rainer mène, grâce à la rente que lui verse Philipp Josias, une vie plutôt agréable et donne des réceptions destinées aux aristocrates. Il fait la connaissance d'Edith de Kozol, fille du directeur de la banque nationale de Hongrie, et l'épouse en février 1940. Peu après, de sinistres nouvelles parviennent d'Autriche. Le 6 juin 1941, au château de Hartheim, la princesse Marie Caroline, handicapée mentale, est euthanasiée, victime du programme T4 conçu par les nazis et visant à éliminer toute personne jugée inadaptée ou antisociale,. 
L'idylle entre Rainer et Edith est marquée sous le sceau des fêtes qui s'interrompent brutalement lorsqu'à la fin de 1944, l'Armée rouge et les forces armées roumaines envahissent Budapest. Leur appartement est endommagé par les bombes ennemies. Rainer et Edith, aidés par la Croix-Rouge, organisent des secours pour les habitants de Budapest et installent une cantine de fortune dans leur résidence. 
Au début de l'année 1945, Rainer est emmené de force par des hommes armés. Son épouse pense que son passé national-socialiste a pu jouer en sa défaveur. On perd toute trace du prince officiellement déclaré mort le 7 janvier 1945 par le nouveau régime hongrois. Toutefois, en réalité, le prince Rainer a été abattu par des soldats soviétiques à Gyömrő le 25 mars 1945, mais différentes rumeurs circuleront longtemps sur son sort réel, prétendant qu'il a survécu à son arrestation. Il n'est officiellement déclaré décédé que sur décision judiciaire en 1961.

## Honneur
Le prince Rainer de Saxe-Cobourg-Gotha est :
- Bailli Grand-croix d'honneur et de dévotion de l'ordre souverain de Malte.

#### Ouvrages

Blason des Saxe-Cobourg brésiliens.

## Ascendance de Rainer de Saxe-Cobourg-Gotha
|  |                                                 |  |  |  |  |  |  |  |  |  |  |  |  |
|  | 8. Auguste de Saxe-Cobourg-Gotha                |  |  |  |  |  |  |  |  |  |  |  |  |
|  |                                                 |  |  |  |  |  |  |  |  |  |  |  |  |
|  |                                                 |  |  |  |  |  |  |  |  |  |  |  |  |
|  | 4. Auguste de Saxe-Cobourg-Gotha                |  |  |  |  |  |  |  |  |  |  |  |  |
|  |                                                 |  |  |  |  |  |  |  |  |  |  |  |  |
|  |                                                 |  |  |  |  |  |  |  |  |  |  |  |  |
|  | 9. Clémentine d'Orléans                         |  |  |  |  |  |  |  |  |  |  |  |  |
|  |                                                 |  |  |  |  |  |  |  |  |  |  |  |  |
|  |                                                 |  |  |  |  |  |  |  |  |  |  |  |  |
|  | 2. Auguste de Saxe-Cobourg-Gotha                |  |  |  |  |  |  |  |  |  |  |  |  |
|  |                                                 |  |  |  |  |  |  |  |  |  |  |  |  |
|  |                                                 |  |  |  |  |  |  |  |  |  |  |  |  |
|  | 10. Pierre II du Brésil                         |  |  |  |  |  |  |  |  |  |  |  |  |
|  |                                                 |  |  |  |  |  |  |  |  |  |  |  |  |
|  |                                                 |  |  |  |  |  |  |  |  |  |  |  |  |
|  | 5. Léopoldine du Brésil                         |  |  |  |  |  |  |  |  |  |  |  |  |
|  |                                                 |  |  |  |  |  |  |  |  |  |  |  |  |
|  |                                                 |  |  |  |  |  |  |  |  |  |  |  |  |
|  | 11. Thérèse-Christine de Bourbon-Siciles        |  |  |  |  |  |  |  |  |  |  |  |  |
|  |                                                 |  |  |  |  |  |  |  |  |  |  |  |  |
|  |                                                 |  |  |  |  |  |  |  |  |  |  |  |  |
|  | 1. Rainer de Saxe-Cobourg-Gotha                 |  |  |  |  |  |  |  |  |  |  |  |  |
|  |                                                 |  |  |  |  |  |  |  |  |  |  |  |  |
|  |                                                 |  |  |  |  |  |  |  |  |  |  |  |  |
|  | 12. Léopold II de Toscane                       |  |  |  |  |  |  |  |  |  |  |  |  |
|  |                                                 |  |  |  |  |  |  |  |  |  |  |  |  |
|  |                                                 |  |  |  |  |  |  |  |  |  |  |  |  |
|  | 6. Charles Salvator de Habsbourg-Toscane        |  |  |  |  |  |  |  |  |  |  |  |  |
|  |                                                 |  |  |  |  |  |  |  |  |  |  |  |  |
|  |                                                 |  |  |  |  |  |  |  |  |  |  |  |  |
|  | 13. Marie-Antoinette de Bourbon-Siciles         |  |  |  |  |  |  |  |  |  |  |  |  |
|  |                                                 |  |  |  |  |  |  |  |  |  |  |  |  |
|  |                                                 |  |  |  |  |  |  |  |  |  |  |  |  |
|  | 3. Caroline Marie de Habsbourg-Toscane          |  |  |  |  |  |  |  |  |  |  |  |  |
|  |                                                 |  |  |  |  |  |  |  |  |  |  |  |  |
|  |                                                 |  |  |  |  |  |  |  |  |  |  |  |  |
|  | 14. Ferdinand II des Deux-Siciles               |  |  |  |  |  |  |  |  |  |  |  |  |
|  |                                                 |  |  |  |  |  |  |  |  |  |  |  |  |
|  |                                                 |  |  |  |  |  |  |  |  |  |  |  |  |
|  | 7. Marie-Immaculée de Bourbon-Siciles           |  |  |  |  |  |  |  |  |  |  |  |  |
|  |                                                 |  |  |  |  |  |  |  |  |  |  |  |  |
|  |                                                 |  |  |  |  |  |  |  |  |  |  |  |  |
|  | 15. Marie-Thérèse de Habsbourg-Lorraine-Teschen |  |  |  |  |  |  |  |  |  |  |  |  |
|  |                                                 |  |  |  |  |  |  |  |  |  |  |  |  |
|  |                                                 |  |  |  |  |  |  |  |  |  |  |  |  |